# Comisión de Coordinación Viceministerial
La Comisión de Coordinación Viceministerial (CCV) es la instancia conformada por los titulares de los 38 viceministerios del Poder Ejecutivo del Perú junto al Secretario General de la Presidencia del Consejo de Ministros, quien convoca y preside.

## Funciones
Según la Resolución Ministerial N° 251-2013-PCM:
- Opinar de manera sustentada sobre los Proyectos de Ley, Proyectos de Decretos Legislativos, Proyectos de Decretos de Urgencia, Proyectos de Decretos Supremos y Proyectos de Resoluciones Supremas, que requieren el voto aprobatorio del Consejo de Ministros o versen sobre temas multisectoriales, que sean puestos a consideración por uno de sus miembros.
- Facilitar la generación de aportes y recomendaciones en atención a los informes sobre temas multisectoriales, de alto interés nacional o que afectan la política general del gobierno, que pueden ser presentados por sus miembros, así como facilitar la cooperación y colaboración intersectorial que en dicho marco se requiera.
- Aprobar su Reglamento Interno, y de considerarlo necesario, protocolos para su gestión.
- Otras que le atribuyan las normas vigentes, o que la Comisión de Coordinación Viceministerial acuerde en el marco del cumplimiento de su finalidad.

## Conformación
| Ministerio                           | Viceministerios                                  | Titulares                          |
| ------------------------------------ | ------------------------------------------------ | ---------------------------------- |
| Presidencia del Consejo de Ministros | Secretaría General                               | Paola Bustamante Suárez            |
| Presidencia del Consejo de Ministros | Gobernanza Territorial                           | Edgardo Marcelo Cruzado Silveri    |
| Relaciones Exteriores                | Relaciones Exteriores                            | Manuel Gerardo Talavera Espinar    |
| Defensa                              | Recursos para la Defensa                         | José Manuel Boggiano Romano        |
| Defensa                              | Políticas para la Defensa                        | Manuel Mesones Castelo             |
| Interior                             | Orden Interno                                    | Carlos León Romero                 |
| Interior                             | Seguridad Pública                                | Julio Diaz Zulueta                 |
| Economía y Finanzas                  | Hacienda                                         | Betty Armida Sotelo Bazán          |
| Economía y Finanzas                  | Economía                                         | Mario Alfredo Arróspide Medina     |
| Justicia y Derechos Humanos          | Justicia                                         | Felipe Andrés Paredes San Román    |
| Justicia y Derechos Humanos          | Derechos Humanos y Acceso a la Justicia          | Daniel Sánchez Velásquez           |
| Educación                            | Gestión Institucional                            | Sandro Luis Parodi Sifuentes       |
| Educación                            | Gestión Pedagógica                               | Killa Sumac Susana Miranda Troncos |
| Salud                                | Salud Pública                                    | Percy Minaya León                  |
| Salud                                | Prestaciones y Aseguramiento en Salud            | Bernardo Ostos Jara                |
| Desarrollo Agrario y Riego           | Desarrollo e Infraestructura Agraria y Riego     | José Alberto Muro Ventura          |
| Desarrollo Agrario y Riego           | Políticas Agrarias                               | María Isabel Remy Simatovic        |
| Trabajo y Promoción del Empleo       | Promoción del Empleo y Capacitación Laboral      | Jeanette Noborikawa Nonogawa       |
| Trabajo y Promoción del Empleo       | Trabajo                                          | José Luis Parodi Sifuentes         |
| Producción                           | MYPE e Industria                                 | Rosa Ana Balcázar Suárez           |
| Producción                           | Pesca y Acuicultura                              | Úrsula Desilú León Chempén         |
| Comercio Exterior y Turismo          | Comercio Exterior                                | Diego Sebastián Llosa Velásquez    |
| Comercio Exterior y Turismo          | Turismo                                          | Lyda Mercedes García Cortez        |
| Energía y Minas                      | Minas                                            | Jorge Luis Montero Cornejo         |
| Energía y Minas                      | Electricidad                                     | Miguel Juan Révolo Acevedo         |
| Energía y Minas                      | Hidrocarburos                                    | Victor Murillo Huamán              |
| Transportes y Comunicaciones         | Transportes                                      | Paúl Werner Caiguaray Pérez        |
| Transportes y Comunicaciones         | Comunicaciones                                   | Diego Carrillo Purin               |
| Vivienda, Construcción y Saneamiento | Vivienda y Urbanismo                             | David Alfonso Ramos López          |
| Vivienda, Construcción y Saneamiento | Construcción y Saneamiento                       | Christian Alfredo Barrantes Bravo  |
| Mujer y Poblaciones Vulnerables      | Mujer                                            | Alida Ponce Chauca                 |
| Mujer y Poblaciones Vulnerables      | Poblaciones Vulnerables                          | Cynthia Ponce Ormeño               |
| Ambiente                             | Desarrollo Estratégico de los Recursos Naturales | Luisa Elena Guinand Quintero       |
| Ambiente                             | Gestión Ambiental                                | Mariano Castro Sánchez-Moreno      |
| Cultura                              | Patrimonio Cultural e Industrias Culturales      | Leslie Carol Urteaga Peña          |
| Cultura                              | Interculturalidad                                | Angela María Acevedo Huertas       |
| Desarrollo e Inclusión Social        | Políticas y Evaluación Social                    | Javier David Loza Herrera          |
| Desarrollo e Inclusión Social        | Prestaciones Sociales                            | Richar Alex Ruiz Moreno            |